# Thessalia ezra
Thessalia ezra är en fjärilsart som beskrevs av William Chapman Hewitson 1864. Thessalia ezra ingår i släktet Thessalia och familjen praktfjärilar. Inga underarter finns listade i Catalogue of Life.